# آتوس لهتونن
آتوس لهتونن (فنلاندی: Aatos Lehtonen؛ ۱۵ فوریه ۱۹۱۴ – ۱۰ آوریل ۲۰۰۵) ورزشکار فوتبال اهل فنلاند بود.
از باشگاه‌هایی که در آن بازی کرده‌است می‌توان به باشگاه فوتبال هلسینکی اشاره کرد.